# Luísa Margarida de Barros Portugal

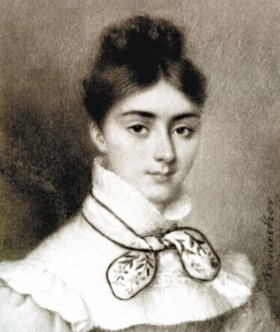
Retrato de juventud

Luísa Margarida Portugal Borges de Barros (Santo Amaro da Purificação, 13 de abril de 1816-París, 14 de enero de 1891), condesa de Barral y marquesa de Monferrato, fue una noble brasileña, preceptora de las princesas Isabel de Brasil y Leopoldina de Braganza, gran amor del emperador Pedro II de Brasil y posteriormente de Luis Felipe I de Francia.
Fue la única hija de Domingos Borges de Barros (1780-1855), vizconde de Pedra Branca, y su esposa Maria do Carmo Gouveia Portugal. Estuvo casada con el francés Jean Horace Joseph Eugène de Barral (1812-1868), conde de Barral y IV marqués de Monferrato. Tuvieron un hijo, Horace Dominique, nacido en 1854, y casado con Maria Francisca de Paranaguá, hija de João Lustosa da Cunha Paranaguá, II marqués de Paranaguá.
Se trasladó a Río de Janeiro con su hijo para educar a las hijas del emperador brasileño, sirviendo también de interlocutora entre este y varios intelectuales. Distanciada temporalmente de su marido, estableció una relación romántica con Pedro II la que no llegó a ser adúltera sino platónica.
Después de enviudar, se trasladó a Europa, viajando entre 1870 y 1887 pero manteniendo un permanente intercambio epistolar con el emperador. Tras la caída de la monarquía brasileña se exilió en Francia hasta su muerte.